# Rudolf Clenck
Rudolf Clenck (ur. 1528 w Bremie, zm. 6 sierpnia 1578 w Callenberg) – niemiecki teolog katolicki i podróżnik, pierwszy kierownik seminarium Collegium Willibaldinum, zwolennik soboru trydenckiego.

## Życiorys
Studiował na uniwersytetach w Wittenberdze, Jenie, Rostocku i na Uniwersytecie Jagiellońskim. W Krakowie przeszedł na katolicyzm. Wyjechał jako towarzysz książąt litewskich do Moskwy. Stamtąd wyruszył w podróż do Szwecji, Danii i Anglii. Następnie udał się do Paryża, Tulonu, Bolonii, Sieny i Rzymu. Po ukończeniu wojaży zapisał się na uniwersytet w Leuven. Uzyskał tam stopień licencjata nauk prawnych i rozpoczął studia teologiczne.
Z Leuven przeniósł się na uczelnię w Ingolstadt, gdzie w 1562 otrzymał tytuł licencjata teologii, a rok później doktora teologii. Miał wówczas 35 lat. W 1564 biskup Eichstätt Martin von Schaumberg powierzył mu prowadzenie założonego przez siebie seminarium – Collegium Willibaldinum. W 1570 uniwersytet w Ingolstadt nadał mu tytuł profesora teologii. Zajmował się problematyką dogmatyki, egzegezy i moralności.
W 1577 na zaproszenie księcia Eryka II (Braunschweig-Calenberg-Göttingen) przeniósł się do Callenberg. Z poparciem księcia miał zamiar zwalczać ruch protestancki. Przeprowadzka okazała się nieudanym przedsięwzięciem. Zmarł rok później, mając 50 lat.
Opublikował traktaty: „De merito bonorum operum”, „De coelibatu”, „De iustificatione” („O usprawiedliwieniu”), „De absolutione, „De matrimonio”.